# Raymond, Illinois
Raymond är en ort (village) i Montgomery County i Illinois. Vid 2010 års folkräkning hade Raymond 1 006 invånare.